# 倉永村
倉永村（くらながむら）は、福岡県の南部、三池郡にかつてあった村である。

## 概要
現在の大牟田市の北部、大字吉野・宮崎及び倉永にあたる。
南西は手鎌村、南東は銀水村、東は上内村、北西は開村、北は二川村とそれぞれ接していた（開村及び二川村は現在のみやま市）。

## 歴史
- 1889年4月1日 - 町村制が施行。吉野（よしの）、宮崎（みやざき）及び倉永（くらなが）の3村が合併して発足。
- 1907年5月1日 - 上内、手鎌、銀水の3村と新設合併して銀水村となる。

## 学校
- 倉永小学校（現在の大牟田市立倉永小学校）

## 交通
国鉄（現在のJR九州）鹿児島本線の線路が村のほぼ中央を縦断していたが、村内に駅は設けられていなかった。なお、1991年（平成3年）に開業した鹿児島本線吉野駅が旧倉永村域にあたる。
また、旧倉永村が合併で消滅した後に開業した九鉄（現在の西鉄天神大牟田線）の駅のうち、旧村域にあたるのは渡瀬駅（現在の西鉄渡瀬駅）及び倉永駅の2駅である。